# ロベルト・ゴジェネチェ
ロベルト・ゴジェネチェ（Roberto Goyeneche, 1926年1月29日 - 1994年8月27日）は有名なアルゼンチンのタンゴの歌手。

## 生涯
1926年に、アルゼンチンのウルディナラインに生まれる。
1952年、オラシオ・サルガン楽団に入団する。そこでの同僚歌手より『エル・ポラーコ』（El Polaco）すなわち「ポーランド人」というあだ名をいただく。1956年より1963年まで、アニバル・トロイロ楽団に在籍する。その後、アストル・ピアソラ楽団も含め、いくらかのタンゴ楽団での歌を担当する。1983年、パリで行われたタンゴアルヘンティーノのメンバーに選ばれる。1987年には、映画『スール/その先は…愛』にも、台詞が少しある歌手役で出演し、最初の画面で『スール』を歌い『マリア』『最後の酔い』を披露している。
歌の特徴としては、ルバート奏法を結構使うということである。また、晩年は声がしがれてしまうものの、それだけ風格を感じさせてくれるという意見もある。
1994年死去する。68歳であった。
YouTubeにも、ロベルト・コジェネチェの音声が入った動画が、いくつかアップロードされている。